# Augustin Massé
Pour les articles homonymes, voir Massé.
Augustin Massé, né le 11 juillet 1860 à Germigny-l'Exempt (Cher) et mort le 4 février 1938 à Germigny-l'Exempt, est un homme politique français.

## Biographie
Agriculteur, il est membre de nombreuses sociétés agricoles, vice-président de la société d'agriculture du Cher, président du syndicat des éleveurs du Cher, correspondant de l'académie d'agriculture. Il est député du Cher de 1924 à 1932, inscrit au groupe de la Gauche démocratique, et s'occupe surtout de questions agricoles.

## Sources
- « Augustin Massé », dans le Dictionnaire des parlementaires français (1889-1940), sous la direction de Jean Jolly, PUF, 1960 [détail de l’édition]